# U-456
U-456 — средняя немецкая подводная лодка типа VIIC времён Второй мировой войны.

## История
Заказ на постройку субмарины был отдан 16 января 1940 года. Лодка была заложена 3 сентября 1940 года на верфи «Deutsche Werke AG» в Киле под строительным номером 287, спущена на воду 21 июня 1941 года. Лодка вошла в строй 18 сентября 1941 года под командованием оберлейтенанта Тайхерта.

### Флотилии
- 18 сентября 1941 года — 1 января 1942 года — 6-я флотилия (учебная)
- 1 января 1942 года — 30 июня 1942 года — 6-я флотилия
- 1 июля 1942 года — 30 ноября 1942 года — 11-я флотилия
- 1 декабря 1942 года — 12 мая 1943 года — 1-я флотилия

### История службы
Торпедировала 30 апреля 1942 года крейсер «Эдинбург», который возвращался в Рейкьявик из Мурманска с грузом советского золота в составе конвоя QP-11.
Атакована с воздуха 12 мая 1943 года, потоплена в результате повреждения авиационной торпедой и последующей схватки с британским эсминцем «Оппортьюн», все 49 членов экипажа погибли.

## Волчьи стаи
U-456 входила в состав следующих «волчьих стай»:
- Landknecht (22 января — 28 января 1943)
- Drossel (30 апреля — 12 мая 1943)